# Junction City (Kansas)
Junction City é uma cidade localizada no estado americano de Kansas, no Condado de Geary.

## Demografia
Segundo o Censo dos Estados Unidos de 2010, a sua população era de 23353 habitantes.
Em 2006, fora estimada uma população de 16.106, um decréscimo de 2780 (-14.7%) face ao censo anterior (2000).

## Geografia
De acordo com o United States Census Bureau tem uma área de
19,7 km², dos quais 19,6 km² cobertos por terra e 0,1 km² cobertos por água.

## Localidades na vizinhança
O diagrama seguinte representa as localidades num raio de 20 km ao redor de Junction City.